# Loukovec
Loukovec ist eine Gemeinde im Okres Mladá Boleslav in Tschechien. Sie besteht aus den beiden Dörfern Loukovec und Hubálov. Das ehemalige Adelsgut Loukovec wird seit 1949 von der örtlichen landwirtschaftlichen Genossenschaft bewirtschaftet, die auch das barocke Schlossgebäude übernommen hat. Die Gemeinde hat 257 Einwohner (Stand 2007).

## Geografie
Loukovec liegt im Norden des Bezirks am Ufer der Jizera, 7 Kilometer nordöstlich der Stadt Mnichovo Hradiště und 10 Kilometer westlich von Turnov. Nachbarorte sind Koryta und Sovenice im Norden, Mohelnice nad Jizerou im Westen, Březina im Süden und Loukov im Osten. Die Schnellstraße R 10 verläuft 2,5 Kilometer östlich des Ortes.

## Geschichte
Loukovec gehörte im Hochmittelalter den Johannitern. Erstmals erwähnt wurde es 1225 (nach anderen Angaben 1215), als Bolemila ze Strakonic das Dorf an den Orden verkaufte. Nach 1237 war es Bestandteil der Grundherrschaft der Johanniter-Kommende in Český Dub. Der Gutshof und die Hl. Kreuz-Kirche stammen vermutlich bereits aus dieser Zeit, wurden aber erst später in schriftlichen Quellen festgehalten.
Nach den Hussitenkriegen kamen die Ordensgüter in den Besitz des Adels; die Herrschaft Český Dub gehörte ab 1434 den Herren von Dauba. Das Gut Loukovec wurde 1470 zusammen mit Sovenice, Koryta und Hubálov an Kryštof Šof von Helfenburg verpfändet, 1473 an Linhart von Gutstein, Besitzer von Český Dub, zurückgegeben, 1499 aber endgültig von den Gütern der ehemaligen Kommende getrennt. Die neuen Herren von Wartemberg und Zvířetice errichteten im Ort eine gotische Feste. Als Václav ze Svinař das Gut 1512 kaufte, wurde es als heruntergekommen bezeichnet.
Von 1541 bis zum Dreißigjährigen Krieg gehörte Loukovec den Berka von Dubá. Die Feste wurde zu Beginn des 17. Jahrhunderts im Renaissance-Stil umgestaltet. Nach der Schlacht am Weißen Berg verlor Aleš Berka von Dauba die Güter, die von Wallenstein aufgekauft, aber an den bisherigen Besitzer zu Lehen zurückgegeben wurden. Trotz einer erneuten Konfiskation nach dem Schwedeneinfall 1634 erhielt Aleš Berka von Dauba ein lebenslanges Wohnrecht auf seinem ehemaligen Gut.
Nach seinem Tod 1640 erwarb Rudolf Breda Loukovec. Die Bredas, deren Hauptsitz sich auf Schloss Lemberk befand und die für ihr hartes Vorgehen gegen die Untertanen berüchtigt waren, bauten die Feste Loukovec am Ende des 17. Jahrhunderts zu einem Barockschloss um. 1700 wurde das gesamte Gut an Graf Jan Rudolf von Morzino verkauft, 1725 dann von dessen Sohn an Maria Margaretha von Waldstein, die Loukovec mit dem benachbarten Gut Svijany zusammenschloss. 1820 verkaufte Franz Adam von Waldstein beide Güter an Karl Alain Rohan.
Die Rohans siedelten auf Sychrov und nutzten das Schloss nur als Wirtschaftsgebäude. Die letzten Umbauten unter Alain Rohan 1910 dienten dem Zweck, das herrschaftliche Gebäude der neuen Nutzung anzupassen. Neben der Landwirtschaft wurde auf dem Gut auch eine Ziegelei, eine Mühle, eine Bäckerei und eine Textilmanufaktur unterhalten.
Die landwirtschaftliche Produktion wurde seit 1949 von einer Genossenschaft betrieben, die heute unter der Firma Sever Loukovec 2615 Hektar Land bewirtschaftet. Außer dem ursprünglichen Gut übernahm Sever Loukovec auch die Ländereien der Genossenschaft im benachbarten Jivina, die 1999 Insolvenz anmelden musste. Schwerpunkte sind die Milch-, Rinder- und Geflügelwirtschaft, auf den Feldern werden Futterpflanzen, Getreide, Zuckerrüben, Raps und Mohn angebaut. Im ehemaligen Schloss sind das Büro der Genossenschaft und Reparaturwerkstätten untergebracht.

## Gemeindegliederung
Zur Gemeinde gehört außer Loukovec das Dorf Hubálov, das direkt an der Iser an einer ehemaligen Furt liegt. Beide Orte sind seit 1499, der Abtrennung des Gutes von der Johanniter-Kommende, zusammengehörig geblieben.

## Sehenswürdigkeiten
- Das Schloss von Loukovec, Sitz der landwirtschaftlichen Genossenschaft, ist baufällig und nicht zugänglich.
- Die Hl. Kreuz-Kirche, 1352 erstmals erwähnt, stammt in ihrer heutigen barocken Form aus den Jahren 1738–1742. Im Inneren befinden sich Statuen der Gebrüder Jelínek aus den Jahren 1750–1770.
- In Loukovec haben sich einige regional typische Bauernhäuser aus der zweiten Hälfte des 18. Jahrhunderts erhalten.